# جورج برستون كولمان
جورج برستون كولمان (بالإنجليزية: George Preston Coleman)‏ هو سياسي أمريكي، ولد في 4 مايو 1870 في الولايات المتحدة، وتوفي في 16 يونيو 1948.